# 镇风塔 (河津市)
镇风塔 (河津市)，位于山西省运城市河津市清涧镇康家庄村西北100米，是中华人民共和国山西省文物保护单位之一。
1996年1月12日，授予山西省文物保护单位，是一座古建筑及历史纪念建筑物。